# Lass Uns Laufen
Lass Uns Laufen è il secondo singolo estratto dall'album Humanoid della band tedesca Tokio Hotel, pubblicato l'8 gennaio 2010.

## Video
Il video è ambientato in una stanza dove i Tokio Hotel suonano il brano, tra le varie vicende che avvengono nella stanza (tra cui un incendio ed un allagamento) si alternano alcuni flashback del gruppo nel tempo libero, scherzi, giochi, una passeggiata di Tom con il suo cane...alla fine del video: tutto nella stanza ritorna alla normalità.

## Altre pubblicazioni
Il singolo è stato anche pubblicato in lingua inglese col titolo World Behind My Wall, il cui video è rimasto inalterato, ma, come in altre canzoni dei Tokio Hotel, la traduzione in lingua inglese non è particolarmente fedele.